# Robotron 64
Robotron 64 es un videojuego lanzado en 1998 para la Nintendo 64.
Como su nombre indica, es un remake de Robotron 2084 ( un juego arcade clásico famoso por ser de los únicos que constaban de dos joysticks, además de su diversión desenfrenada ). El juego consta de gráficos en 3D mientras que el original estaba realizado en 2D. Si queremos ser más precisos, Robotron 64 es realmente un port de la versión mejorada de Robotron llamada Robotron X. Robotron X fue lanzado para PC y PlayStation a finales de 1996, y en esencia es el mismo juego que Robotron 64.
El jugador es un científico atrapado en otras dimensiones intentando salvar las últimas familias humanas. El personaje del jugador, en realidad, es un mutante con poderes que le permiten vencer a los robots malignos que intentan matar a todos los humanos.
El juego original de Robotron pasó a la historia por su novedoso esquema de control que se basaba en dos joysticks ( uno de ellos era para mover al personaje mientras que el otro era para la dirección del arma). Este control permanece igual en la versión de Nintendo 64. El jugador utiliza el analógico para controlar al personaje mientras para los disparos utiliza los botones C ( o a la inversa). 

## Mecánica de Juego
El juego sigue la misma mecánica que su original y que muchos más siguieron, como Smash TV. Apareceremos en mitad de un escenario cuadrado ( en las últimas fases cambia de forma ) limitado del cual no podremos abandonar mientras intentamos vencer a todos los enemigos de las salas. Para avanzar de escenario no tendremos que rescatar a todos los humanos sino vencer los robots que nosotros podamos destruir. Las habilidades del enemigo va desde poder volar, indestructibilidad o, incluso, utilizar a los humanos en nuestra contra como bombas. El objetivo, además de llegar hasta la última fase, no es otro que conseguir una buena puntuación para registrar nuestro resultado.

## Modos de juego
Sólo existe un modo de juego. Cada escenario tiene varios objetos que hacen más complicado el movimiento como son las minas o las varas electrificadas. Durante la partida aparecen diversos ítems que te dan, durante un tiempo limitado, una ventaja en el escenario como, por ejemplo, disparar en distintas direcciones, cambiar el arma de disparos por uno que lanza gas o moverte más rápido, entre otras cosas. 
El juego sólo consta de un modo principal de juego en el cual avanzaremos por los diferentes escenarios. El modo consta de doscientas fases con fases de bonus cada 20 fases en las cuales no nos pueden matar pero conseguiremos más puntos. También consta de un modo de dos jugadores, no cooperativo, en el cual cada jugador avanza, independientemente del otro jugador, por las fases. En el momento que matan a un jugador continúa el otro por el nivel en el cual se quedó. Podremos elegir entre tres niveles de dificultad además de poder aumentar la velocidad entre sus diez niveles. El juego sólo tiene dos jefes finales los cuales se encuentran en la fase cien y doscientos del juego. Cabe destacar que cuanto más tiempo permanezcas sin morir en un nivel, más rápidos se hacen los enemigos.

## Ítems
Hay varios ítems en pantalla que nos dan ayuda en la fase:
- Disparar doble.
- Disparo triple.
- Disparo cuádruple.
- Arma de gas.
- Lanzallamas.
- Escudo.
- Velocidad.
- 1 vida.

También alguna veces sale sobre la pantalla una especie de hexágono luminoso que nos transporta algunas fases hacia delante.

## Trucos
- Para poder seleccionar nivel, en el modo Setup presionamos Abajo, Arriba, C Izquierda, Abajo, C-Izquierda, C-Derecha, Abajo y C-Derecha. Entonces aparecerá como una opción más dentro del modo Setup.
- Para poder seleccionar nivel, en el modo Setup presionamos Arriba, Arriba, Abajo, Abajo, Izquierda, Derecha, Izquierda, Derecha, C-Izquierda, C-Derecha, C-Izquierda y C-Derecha. Si volvemos al principio es que lo hemos hecho bien.

Para obtener ítems en mitad de una partida presionamos, lo siguiente mientres estemos jugando:
- Escudo. Abajo, Izquierda, C-Izquierda, C-Derecha.
- Velocidad. Izquierda, Izquierda, Derecha, Derecha, C-Arriba.
- Doble Disparo. Arriba, C-Arriba, Arriba, C-Arriba.
- Triple Disparo. Derecha, Derecha, C-Izquierda, C-Abajo.
- Cuádruple Disparo. Abajo, Abajo, Arriba, C-Derecha.
- Arma de gas. Arriba, Abajo, C-Derecha, C-Izquierda.
- Lanzallamas. Abajo, Derecha, Abajo, Derecha, C-Derecha.

## Créditos
- Desarrollado por: Player1.
- Diseño original ( Original Design ): Vid Kids.
- Programadores ( Programming ): Ian Morrison.
- Nintendo 64 Code: Marcus Goodey.
- Additional Code: Takashi Kurosaki.
- Grafista ( Graphics ): Jason Gee.
- Ayudantes del grafista ( Additional Graphics ): Mike Dudley, Mike Fisher.
- Diseño ( Design ): George Weising.
- Productores Associate Producers: Matt Bloom, Matt Saia.
- Música y Sonido Fx ( Music and Sound Fx ): Aubrey Hodges, Orpheus Hanley, Danny Lewis y A.K.A. Technoman.